# Anapistula tiputiana
Espèce
Anapistula tiputiana est une espèce d'araignées aranéomorphes de la famille des Symphytognathidae.

## Distribution
Cette espèce est endémique de la province d'Orellana en Équateur,. Elle se rencontre vers Tiputini.

## Description
La femelle holotype mesure 0,50 mm.

## Systématique et taxinomie
Cette espèce a été décrite par Zamani et Marusik en 2024.

## Étymologie
Son nom d'espèce lui a été donné en référence au lieu de sa découverte, Tiputini.

## Publication originale
- Zamani & Marusik, 2024 : « New species and records of spiders (Arachnida: Araneae) from Ecuador. » Journal of Insect Biodiversity and Systematics, vol. 10, no 4, p. 693-702 (texte intégral).